# Виґода (Томашовський повіт)
Виґода (пол. Wygoda) — село в Польщі, у гміні Уязд Томашовського повіту Лодзинського воєводства.
У 1975-1998 роках село належало до Пйотрковського воєводства.